# Dorfkirche Gwardeiskoje
Die Dorfkirche in Gwardeiskoje (russisch Гвардейское, deutsch Mühlhausen, Kreis Preußisch Eylau/Ostpreußen), einst Mühlhausener Kirche (ru. Мюльхаузенская кирха Mjulchausenskaja kircha), ist ein einschiffiger Saalbau aus der ersten Hälfte des 14. Jahrhunderts und ein typischer Kirchenbau aus der Ordenszeit. Sie galt vor 1945 als schönste Landkirche Ostpreußens. Sie überstand den Krieg fast unbeschädigt und wird seit 1993 als Baudenkmal aufwändig restauriert.

## Geographische Lage
Gwardeiskoje gehört zur russischen Oblast Kaliningrad (Gebiet Königsberg (Preußen)) und liegt im Rajon Bagrationowsk (Kreis Preußisch Eylau). Die Kirche liegt östlich der das Dorf durchziehenden russischen Fernstraße A195 (ehemalige deutsche Reichsstraße 128), die heute von Kaliningrad (Königsberg (Preußen)) nach Bagrationowsk (Preußisch Eylau) und weiter als Landesstraße 51 nach Polen führt.

## Baugeschichte und Beschreibung

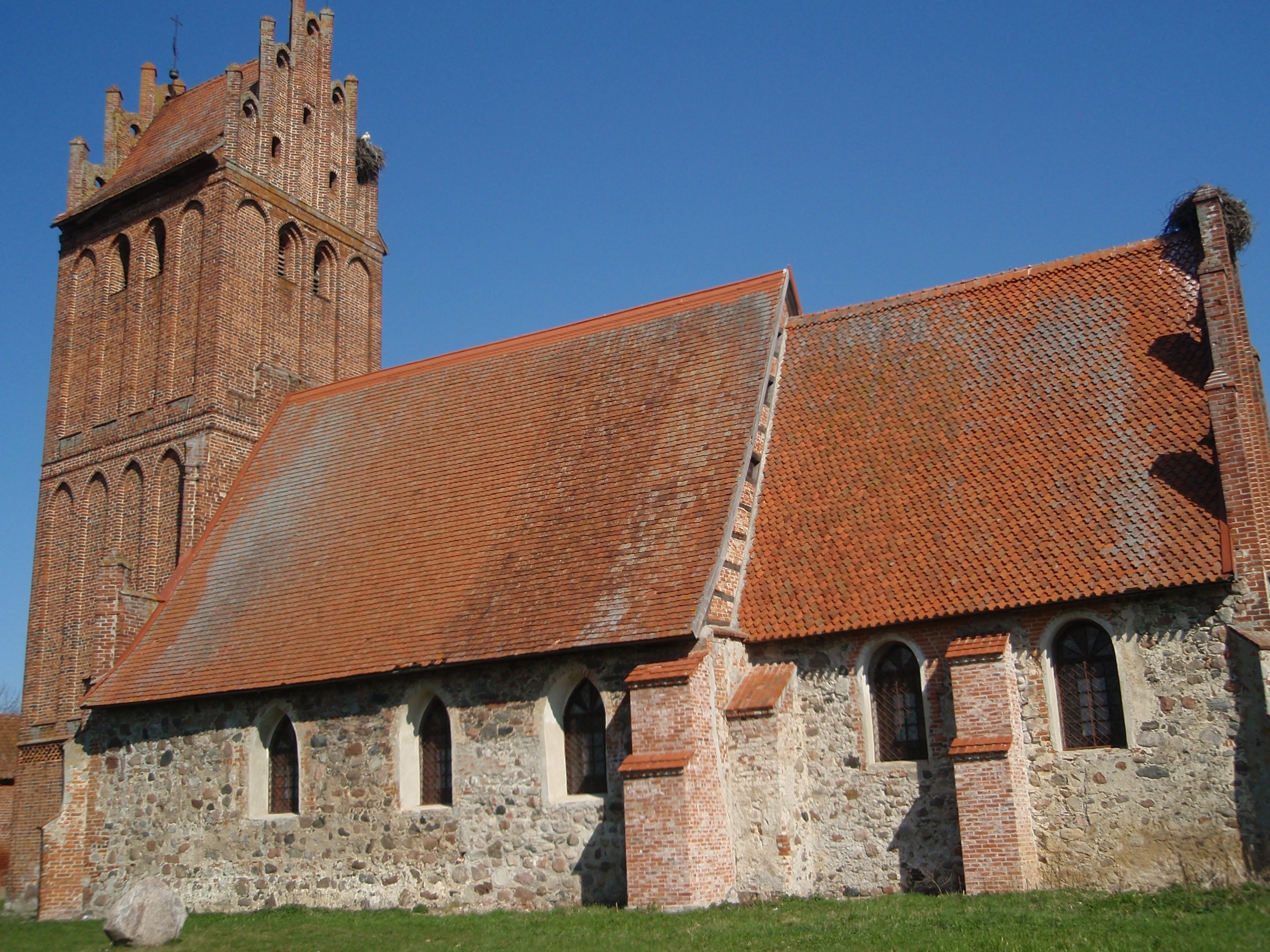
Die Kirche von Süden

### Die Zeit vor 1945
Die Anfänge des Kirchenbaus im ehemaligen Mühlhausen reichen in die erste Hälfte des 14. Jahrhunderts zurück. Das Bauwerk besteht aus einem dreiachsigen Langhaus mit eingezogenen, zweiachsig rechteckig geschlossenem Chor, der wohl aus der zweiten Hälfte des 14. Jahrhunderts stammt, sowie einer Sakristei und einer Vorhalle an der Nordseite, alles aus unbehauenen Feldsteinen errichtet.
Im Jahre 1492 hatte Daniel von Kunheim als Besitzer von Mühlhausen anlässlich eines Besuches in Rom beim Papst eine Erlaubnis für den Verkauf von Ablassbriefen erwirkt, um die Restaurierung der baufälligen Kirche finanzieren zu können.
Um 1500 wurde der dreigeschossige quadratische Westturm aus unverputztem Ziegelmauerwerk errichtet. Die Satteldächer sind mit Biberschwänzen gedeckt, und Langhaus sowie Chor werden durch Strebepfeiler gestützt, die an den jeweiligen Außenecken diagonal angesetzt sind. Die feine Gliederung des Turms sowie des ebenfalls aus Ziegeln gestalteten Teils des Ostgiebels ist typisch für Kirchbauten in der Ordenszeit. Die Blenden des Chorgiebels sind von bündigen Pfeilern begrenzt. Der Turm hat – parallel zum Langhaus – ebenfalls ein Satteldach mit Treppengiebeln, die je fünf spitzbogige Blenden, Übereckpfeiler und Windlöcher aufweisen. Im Jahre 1623 wurde die Sakristei erneuert, gleichzeitig wurde die Eingangshalle ergänzt. Beide erhielten Giebel im Renaissancestil. Außerdem wurden im 17. Jahrhundert die Seitenfenster des gesamten Kirchenschiffs vergrößert. Die Fensterdurchbrüche am Ostgiebel erfolgten erst 1906. Im Kircheninnern werden das Langhaus und der Chor durch vom Dachstuhl herabhängende Holztonnendecken geschlossen. Die beiden Teile der Halle verbindet ein Triumphbogen und ein Triumphbalken mit der Inschrift „Ein feste Burg ist unser Gott, ein gute Wehr und Waffen“. Auch die Vorhalle hat ein Holztonnengewölbe, während die Sakristei mit einem Steingewölbe abschließt. Das Langhaus hat ein Ausmaß von etwa 16 × 11 Metern, der Turm misst etwa 9,50 Meter im Quadrat. Der First des Langhauses hat eine Höhe von 14 Metern, den der auffallend hohe Turm mit seinen 27 Metern überragt.

#### Ausstattung
Die gesamte Ausstattung der Mühlhauser Kirche beeindruckte durch die Einheitlichkeit, die aufgrund der gemeinsamen Arbeit des Holzbildhauers Isaak Riga und des Malers Gottfried Hinz, beide aus Königsberg, in den Jahren 1693 bis 1698 entstanden war. An den Wänden im Osten, Süden und Westen sind Reste mittelalterlicher Wandmalereien bis heute erhalten, darunter ein großes, ein ganzes Bogenfeld in der Westwand füllendes Bild vom „Jüngsten Gericht“. Es war 1907 freigelegt und restauriert worden, nachdem es übertüncht und vom Orgelgehäuse verdeckt gewesen war.
Auffallend war die Bemalung der Holztonnendecken durch Gottfried Hinz. Sie stellte Szenen aus der Bibel dar, dominiert von der Offenbarung des Johannes, und wirkte vom Altar bis zur Orgel als ein fortlaufendes Ganzes. Heute sind nur noch Reste der Bemalung zu sehen, denn die gesamte hölzerne Einrichtung verschwand 1945 spurlos.
Das betrifft auch die Empore an der Nordwand des Langhauses, die sich auf der Westseite als Orgelempore fortsetzte.
Der Altar auf gotischem Tisch hatte prächtige Schranken. In einer Gruft vor dem Altar war 1570 Margarete von Kunheim, die Tochter Martin Luthers, beigesetzt worden. Sie hatte 1555 den in Wittenberg studierenden Georg Wilhelm von Kunheim d. J. geheiratet und lebte in Mühlhausen bis zu ihrem Tode. Später fanden hier auch der Ehemann und dessen zweite Frau Dorothea von Oelsnitz sowie sechs ihrer neun Kinder ihre letzte Ruhestätte. Auf der Kanzel, die von Engeln getragen wurde, war das Gleichnis von den Zehn Jungfrauen abgebildet.
In der Taufkammer gab es freigeschnitztes Rankenwerk sowie auf Leinenwandbespannung gemalte Darstellungen zur Taufe, der Beichtstuhl wurde 1907 umfassend restauriert.
Zur Ausstattung gehörten ehedem die lebensgroßen Porträts Martin Luthers und seiner Tochter Margarethe, ersteres vielleicht und letzteres bestimmt von Lucas Cranach d. J. Beide Bilder verschwanden im Jahre 1945 ebenso wie die allermeisten beweglichen Ausstattungsgegenstände wie Bilder, Trauerfahnen, Epitaphe und Wappen der Patronatsfamilien.

#### Glocken
Gleiches widerfuhr den drei Glocken. Sie wurden 1894 teilweise durch Umguss mit den Tönen e, gis und h neu zusammengestellt. Zum 400. Geburtstag der Luther-Tochter Margarethe von Kuenheim wurde am 5. August 1935 eine neue „Margarethe-Luther-Glocke“ in Dienst genommen.

### 1945–1993
Das Kriegsjahr 1945 überstand die Mühlhausener Kirche trotz Granateneinschlag im Januar mit nur leichten Beschädigungen am westlichen Turmgiebel.
In den Folgejahren benutzte die im Ort ansässige Sowchose das Gebäude als Mehrzweckhalle und Speicher. Auf diese Weise blieb das Gebäude erhalten, wurde jedoch baulich verändert und verwahrloste. In der Sakristei stellte man eine Mühle zur Herstellung von Mischfutter auf. Die Kirchenbänke benutzte man als Heizmaterial, und die gesamte wertvolle Ausstattung wurde mit unbekanntem Ziel abtransportiert. Durch die Mauer der Südseite brach man ein Tor für Lastkraftwagen, und der Boden der Kirche wurde im Laufe der Jahre in mehreren Schichten bis zu einem halben Meter mit Asphalt ausgegossen. Die Gebäudesubstanz verfiel.

### Die Zeit ab 1993
Mit dem Zerfall der Sowjetunion 1990/1991 änderte sich das Geschick auch der Gwardeiskojer Kirche. 1993 übertrug die Oblast-Verwaltung die als Baudenkmal eingestufte Kirche der neugegründeten Evangelisch-Lutherische Kirche in Russland, der Ukraine, in Kasachstan und  Mittelasien (ELKRAS) zur Nutzung, die in Kaliningrad eine Pfarrstelle (spätere Propstei Kaliningrad) konstituierte. So konnte kurzfristig mit der Restaurierung begonnen werden. Die Initiative dazu ergriff die Kreisgemeinschaft Preußisch Eylau 1993/1994 und erhielt finanzielle Unterstützung des Bonner Innenministeriums und anderer staatlicher wie kirchlicher Stellen sowie vieler Einzelspender.
Die am dringendsten anstehende Reparatur betraf das Turmdach. Das Kaliningrader Architektenbüro „Altstadt“ mit Igor Schepelow reparierte den Dachstuhl und erneuerte die Eindeckung. Auch die abgebrochenen Giebelpfeiler am Turmdach wurden wiederhergestellt, und schadhaftes Mauerwerk erhielt Ausbesserungen. Seit 1994 unterstützt der Förderkreis Kirche Mühlhausen Kreis Preußisch Eylau e. V. die Restaurierungsmaßnahmen im Einvernehmen mit der Propstei Kaliningrad, die als Bauherrin auftritt.
Bald wurde es vordringliche Aufgabe, sämtliche Dächer zu sanieren, um das Bauwerk vor Niederschlagswasser zu schützen und die Holztonnendecken von Langhaus und Chor mit den Malereien zu retten. Letztere waren der einzig verbliebene Rest der historischen Innenausstattung. Die Bauausführung war der Firma „Kafedralny Sobor“ („Die Kathedrale“) in Kaliningrad übertragen worden, die durch ihren Direktor Igor Alexejewitsch Odinzow – dem Dombaumeister von Kaliningrad – bekannt wurde.
Im Jahre 1997 wurde die Kirche nach umfangreichen Arbeiten äußerlich wiederhergestellt. 1999 fand der erste Gottesdienst statt.
Unter der Leitung des Architekten Juri Sabuga, Kaliningrad, wurden drei wieder aufgefundene zerbrochene Grabplatten zusammengesetzt und an den Wänden aufgestellt.
Im Jahre 2003 ließ die Propstei Kaliningrad 14 Kirchenbänke bestellen, so dass die bis dahin genutzten Kinostühle entfernt werden konnten. Danach setzten umfangreiche Restaurierungsarbeiten im Innern ein, die unter der Leitung von Juri Sabuga ausgeführt werden. 2007 wurde die Wandmalerei vom Jüngsten Gericht im Westbogen der Kirche von Fachleuten aus St. Petersburg restauriert. Die Innen-, aber dann auch wieder notwendigen Außeninstandsetzungsmaßnahmen werden noch Jahre in Anspruch nehmen. Doch bereits jetzt lässt die Kirche wieder ihren einstigen Glanz erkennen.

## Kirchengemeinde
Die Dorfkirche Gwardeiskoje ist seit alters her eine Pfarrkirche, zu der ein weitflächiger Pfarrsprengel gehörte. Mit Einzug der Reformation wurde die Kirche ein evangelisches Gotteshaus. Die zahlenmäßig wenigen Katholiken wurden in die Pfarrei Preußisch Eylau (heute russisch: Bagrationowsk) eingegliedert. Einer der ersten protestantischen Geistlichen war der als Kartograph und Chronist bekanntgewordene Pfarrer Caspar Henneberger.
Bis 1945 gehörte das Kirchspiel Mühlhausen zum Kirchenkreis Preußisch Eylau in der Kirchenprovinz Ostpreußen (Konsistorium Königsberg) der evangelischen Kirche der Altpreußischen Union. Unmittelbar nach der Reformation war Mühlhausen in die Inspektion des Königsberger Oberhofpredigers eingegliedert.
Mit Einzug der sowjetischen Administration und aufgrund von Flucht und Vertreibung der einheimischen Bevölkerung kam das kirchliche Leben nach 1945 im nun Gwardeiskoje genannten Dorf fast gänzlich zum Erliegen. Religiöse Handlungen oder größere Aktivitäten waren verboten. Evangelische Kirchlichkeit konnte nur im Verborgenen und unter großem Risiko gelebt werden.
Dieses änderte sich mit dem Zerfall der Sowjetunion 1990/1991 und dem baldigen Zuzug von russlanddeutschen Aussiedlern meist aus Kasachstan, Kirgisien, Usbekistan und dem Wolgagebiet. Bald sammelte sich in Gwardeiskoje eine kleine evangelische Gemeinde, die die Fortschritte der Kirchenrestaurierung aufmerksam begleitete, im Ort Fuß fasste und schließlich 1999 den ersten Gottesdienst in „ihrer“ Kirche hielt. Die Dorfkirche Gwardeiskoje ist jetzt Filialkirche in der Pfarrei der Auferstehungskirche in Kaliningrad innerhalb der Propstei Kaliningrad im Verbund der Evangelisch-Lutherischen Kirche Europäisches Russland, einer Teilkirche der ELKRAS. Mit der evangelisch-lutherischen Kirchengemeinde im sächsischen Großpösna besteht ein Partnerschaftsverhältnis.

## Kirchspielorte (bis 1945)
Zum Kirchspiel Mühlhausen gehörten vor 1945 die Orte:
| Name (bis 1946) | Russischer Name |  | Name (bis 1946) | Russischer Name            |
| --------------- | --------------- |  | --------------- | -------------------------- |
| Karlshof        | Tambowskoje     |  | Romitten        | Slawjanowka                |
| Knauten         | Prudki          |  | Schultitten     | Strelnja s. a. Starosselje |
| Louisenthal     | Bruski          |  | Schwellienen    | Soldatskoje                |
| Perkuiken       | Berjosowka      |  | Storkeim        | Gromowo                    |
| Rodeland        |                 |  | Vierzighuben    | Tambowskoje                |

## Pfarrer 1534–1945
An der Mühlhauser Kirche wirkten seit der Reformation bis zum Ende des Zweiten Weltkrieges 25 evangelische Pfarrer:
- Nikolaus Decius, 1534/1541 (Nicolaus a Curiis)
- Caspar Henneberger, 1560–1589
- Johann Stobäus, 1589–1603
- Nicolaus Prätorius, 1603–1606
- Andreas Vogler, 1606–1616
- Dionys Wolder, 1616–1621
- Hiob Lepner, 1621–1639
- Johannes Schinemann, 1639–1648
- Johann Wichmann, 1646–1653
- Caspar Wegner, 1653–1663
- Andreas Strauß, 1663–1676
- Johannes Stephani, 1676–1707
- Christoph Schwartz, 1707–1711
- Christoph Albrecht Marquardt, 1711–1724
- Gottfried Pechüle, 1724–1731
- Gottfried Sommerey, 1731–1747
- Johann Jungius, 1747–1777
- Johann Georg Heiligendörfer, 1771–1807
- Samuel Traugott Milsch, 1807–1846
- Carl Friedrich Doerell, 1847–1861
- Carl Ludwig Huebner, 1861–1887
- Alfred Louis Kittel, 1888–1891
- Albert Wilhelm Nietzki, 1891–1909
- Arthur Benno Pokern, 1909–1920
- Otto Nikutowski, 1920–1945